# Abdul-Aziz szaúdi király
Abdul-Aziz ibn Abdul-Rahman Al Szaúd vagy gyakran használt nevén Ibn Szaúd (1876. január 15. – 1953. november 9.) Szaúd-Arábia megalapítója és első királya. Miután apját elűzték a Nedzsdi Emirátus éléről, Abdul-Aziz fokozatosan elfoglalta Arábia középső területeit és brit támogatással kikiáltotta magát a Nedzsdi Szultanátus, majd Nedzsd és Hidzsáz, végül Szaúd-Arábia királyának. Uralkodása idején hatalmas olajmezőket találtak országa Perzsa-öbölhöz közeli részén.

## Ifjúsága
Abdul-Aziz 1876. január 15-én Rijádban született a Nedzsdi Emirátus utolsó uralkodója, Abdul-Rahman ibn Fejszál Al Szaúd és felesége, Sarah Al Sudairi gyermekeként. 
1890-re az Al Szaúd nemzetség belharcait kihasználva, az Al Rasid klán átvette az uralmat a Nedzsdi Emirátusban, elfoglalta Rijádot és legyőzték a Szaúdok seregét. Abdul-Rahman családjával együtt az Al Murrah beduin törzsnél keresett menedéket a mai Szaúd-Arábia déli részén, majd Katarba, Bahreinbe és végül Kuvaitba távoztak, ahol majdnem egy évtizedig éltek. 

## Hódításainak kezdete
Abdul-Aziz 1901 tavaszán néhány rokonával és fegyvereseikkel portyákra indult a Nedzsdbe, főleg Rasid-párti törzseket támadva meg. Csapata ekkor még alig haladta meg a 200 főt. 
Ugyanezen év őszén a ramadán idején merész húzással Rijád ellen indultak. A herceg 40 emberével a városfalakon áthajló pálmák törzsén felmászva behatolt a városba és átvette a hatalmat. Rijád Rasid-párti kormányzóját saját erődje előtt fejezték le. 
A főváros elfoglalása után a Szaúd-ház régi támogatói visszatértek Abdul-Azizhoz, aki karizmatikus vezetőnek és jó katonának bizonyult. A következő év során a Nedzsd felét visszavették az Al Rasid nemzetségtől. 
1904-ben a Rasid-klán az Oszmán Birodalomhoz fordult segítségért. Június 15-én az egyesült rasidi-török csapatok vereséget mértek Ibn Szaúd csapataira, akik visszavonultak és gerilla-hadviselésbe kezdtek a törökök ellen, főleg utánpótlási vonalaikat támadva. 
Miután a török csapatok kivonultak, a szaúdiak 1912-ig teljesen megszállták a Nedzsdt és Arábia keleti partvidékét. Abdul-Aziz ekkor alapította meg az Ikhván muszlim fegyveres testvériséget, amely elvben az iszlám megtisztításáért és a vahhábita hitelvek terjesztéséért harcolt, ám a gyakorlatban a Szaúd-ház uralmát segítette és nomád beduin törzseket kényszerített letelepedésre. 

## Nedzsd és Hidzsász meghódítása

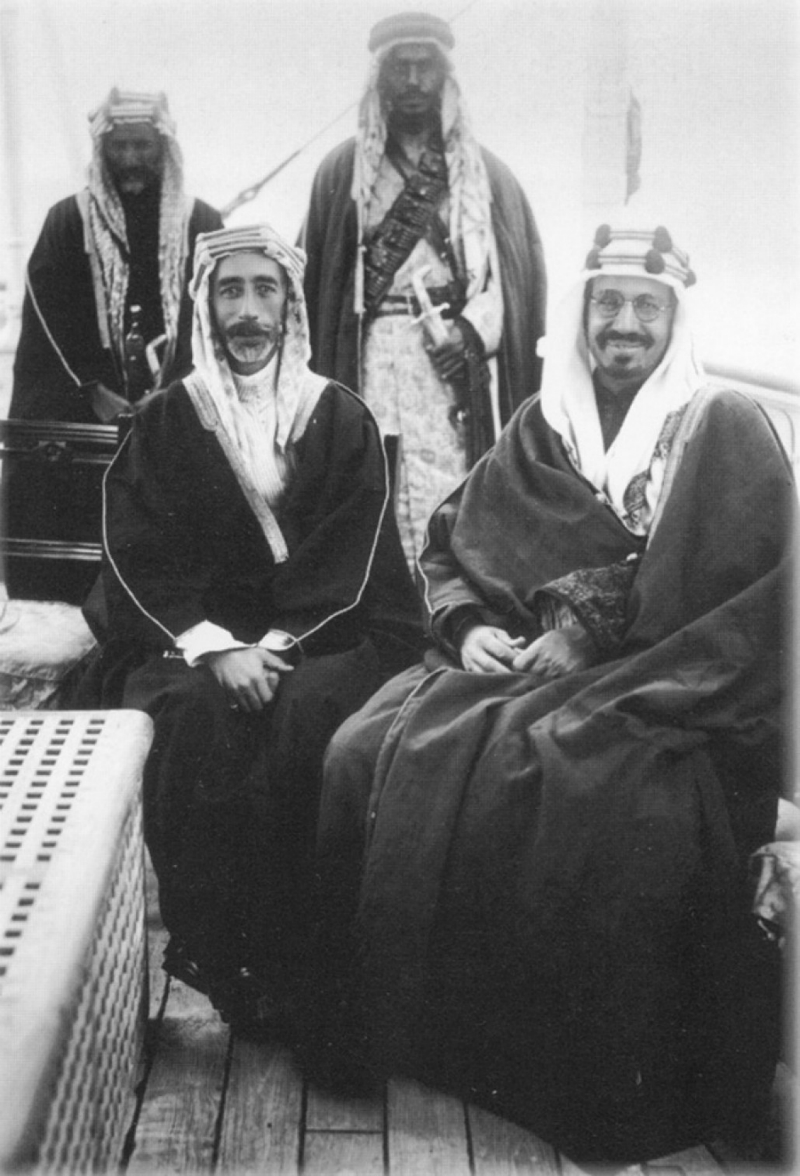
I. Fejszál szír király és Ibn Szaúd

Az első világháború kitörése után a brit kormány Ibn Szaúddal is felvette a kapcsolatot, mint olyan hatalommal, amely képes és akar harcolni a Török Birodalom ellen. Az 1915 decemberében megkötött darini szerződésben Nagy-Britannia protektorátusává tette a Szaúd-ház által birtokolt területet és segítséget ígért a törökpárti Rasidok elleni harchoz. A britek ezzel párhuzamosan (a híres Arábiai Lawrence által) felvették a kapcsolatot Husszein ibn Ali mekkai seriffel is. 
A brit fegyvereknek és anyagi támogatásnak hála, Ibn Szaúd 1922-re teljesen megtörte az Al Rasid ellenállását és területük megszállásával megduplázta a fennhatósága alatt levő országrészt; egyben kikiáltotta a Nedzsdi Szultanátust. Egy újabb brit szerződéssel sikeresen elfogadtatta hódításait, cserébe megígérte, hogy nem fogja támadni az Öböl-menti és iraki brit érdekeltségeket. Ibn Szaúdnak emiatt egyre több problémája adódott az Ikhvánnal, amely ebben az évben a brit védelem alatt álló Transzjordániát támadó portyáján súlyos veszteségeket is szenvedett. 
1925-ben Ibn Szaúd elfoglalta Mekkát Husszein seriftől, 700 éves hásimita uralomnak vetve véget ezáltal. 1926. január 8-án Ibn Szaúdot Hidzsáz királyává kiáltották ki. Az 1927-es dzsiddai szerződésben Nagy-Britannia is elismerte a Szaúdi-ház uralmát Nedzsd és Hidzsáz fölött. 
A nemzetközi elismeréssel a háta mögött Ibn Szaúd az Arab-félsziget minden olyan területét megszállta, amely nem állt az angolok védelme alatt. Mivel a britekkel való konfliktust megtiltotta, kénytelen volt a fellázadó Ikhván ellen fordulni, amely folytatni akart a harcot a nem-vahhábita eretnekek ellen. A lázadó milíciát 1929-re sikerült végleg leverni.

## Szaúd-Arábia megalapítása

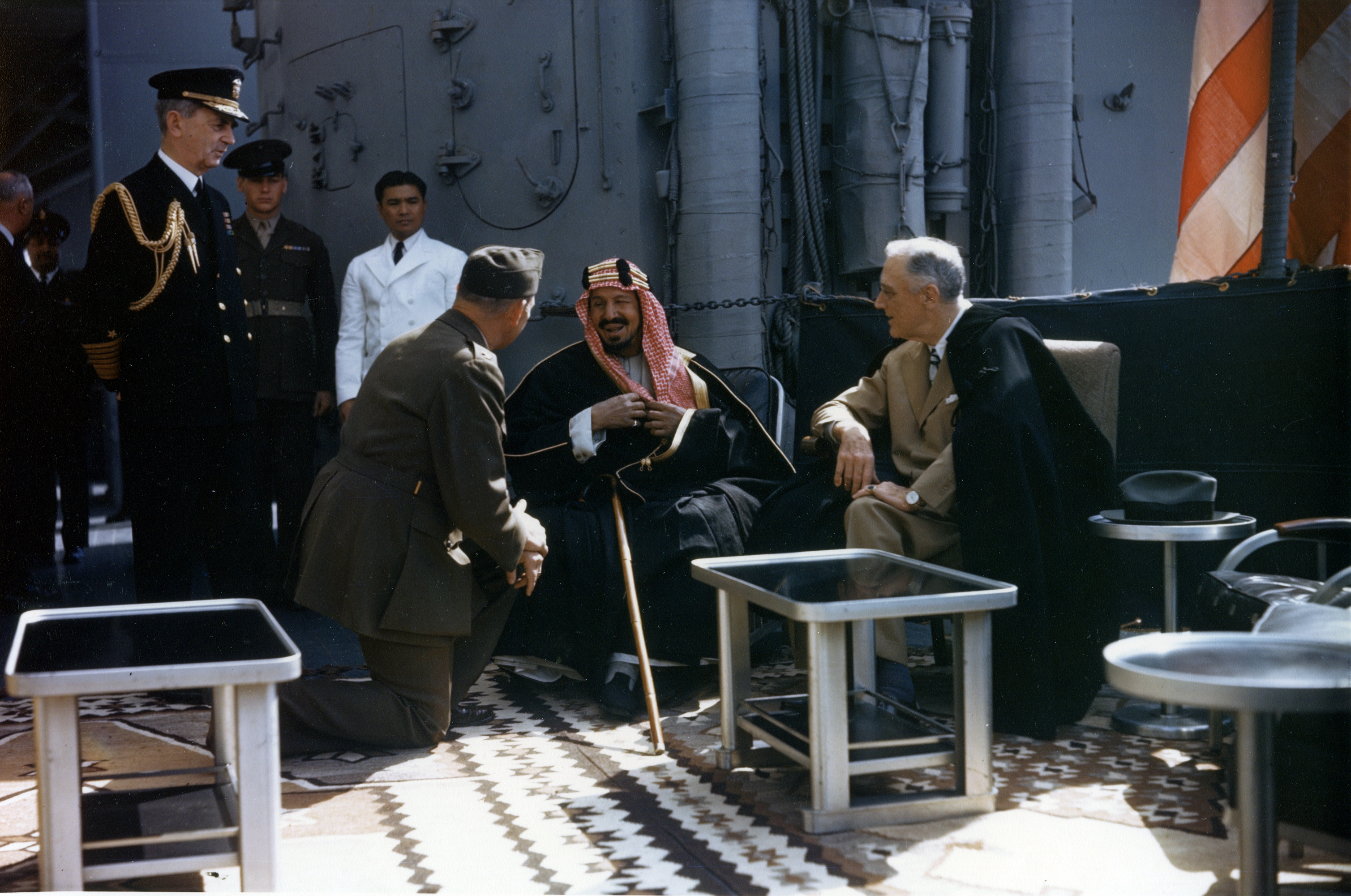
Franklin D. Roosevelt és Ibn Szaúd találkozása 1945. február 14-én

1932. szeptember 23-án Ibn Szaúd addigi hódításait Szaúd-Arábia néven egyesítette. 
1935. március 15-én mekkai zarándoklata idején három fegyveres támadt a királyra, aki azonban épségben került ki a merényletkísérletből. 
1938-ban a kaliforniai Standard Oil geológusai hatalmas olajmezőket találtak a királyságban. A korábbi brit támogatás ellenére a király 1944-ben amerikai társaságoknak adta el a kitermelési jogokat. A befolyó jövedelmeket főleg katonai célra, a nomád beduinok akár erőszakos letelepítésére és vérbosszúik, torzsalkodásaik megszüntetésére használta fel. Jelentős összegeket fordított a vahhábizmus terjesztésére is. 
A második világháborúban a királyság formálisan semlegesnek mondta magát, de inkább a szövetségesekhez állt közelebb. Ennek ellenére, amikor 1938-ban a bagdadi német nagykövetet az iraki brit olajvezeték elleni szabotázzsal vádolták, Ibn Szaúd menedéket adott a német diplomatának. 
A király 1945-ben Roosevelt amerikai elnökkel és Winston Churchillel is hosszas tárgyalásokat folytatott a térség jövőjéről. 
Szaúd-Arábia 1948-ban formálisan részt vett az első arab-izraeli háborúban, de jelentős szerepet nem vállalt.

## Halála
1953 októberében Abdul-Aziz király megbetegedett és november 9-én Taif városában álmában halálos szívroham érte. Testét a rijádi Al Oud temetőben helyezték örök nyugalomra.

## Családja
Abdul-Aziz először 15 éves korában házasodott, az idők folyamán összesen 22 felesége volt, akiktől 45 fia született, ám a felnőttkort csak 36 érte meg. A halálát követő hatvan évben fiai váltották egymást a szaúdi trónon.

### Fordítás
Ez a szócikk részben vagy egészben  az   Ibn Saud című angol Wikipédia-szócikk ezen változatának fordításán alapul.  Az eredeti cikk szerkesztőit annak laptörténete sorolja fel. Ez a jelzés csupán a megfogalmazás eredetét és a szerzői jogokat jelzi, nem szolgál a cikkben szereplő információk forrásmegjelöléseként.